# Hämotherapie
Als Hämotherapie werden Anwendungen / Übertragungen von Blut, Blutbestandteilen bzw. Blutprodukten bezeichnet. Diese können autolog (also mit eigenen Blutprodukten) oder heterolog (mit nicht-eigenen Blutprodukten) erfolgen. In Deutschland unterliegt die Hämotherapie den Hämotherapie-Richtlinien (auch RiLiH – kurz für Richtlinie zur Gewinnung von Blut und Blutbestandteilen und zur Anwendung von Blutprodukten) auf Basis des Transfusionsgesetzes (TFG). Diese Richtlinien werden seitens der Bundesärztekammer ausgearbeitet und vom Paul-Ehrlich-Institut genehmigt.

## Anwendungen
Mögliche Anwendungen / Übertragungen sind:
- Warmblut[3]
- Eigenblut
- Vollblut
- Austauschtransfusionen
- Erythrozytenkonzentrate
- Thrombozytenkonzentrate[3]
- Granulozytenkonzentrate[4]
- Gefrorenes Frischplasma (Fresh frozen plasma, FFP)
- Gerinnungsfaktoren
- Immunglobuline
- Albumin

Vor einer Anwendung steht in der Regel eine medizinische Notwendigkeit, häufig zum Beispiel in Form eines relevanten Blutverlusts, aber auch ein Mangel an Gerinnungsfaktoren oder die therapeutische Nutzung von Antikörpern sind mögliche Einsatzgebiete einer Hämotherapie.